# 가평군청 사이클팀
가평군 사이클팀은 대한민국 경기도 가평군을 연고로 하는 사이클단이다. 2017년에 창간되었다.